# Tullio Farabola

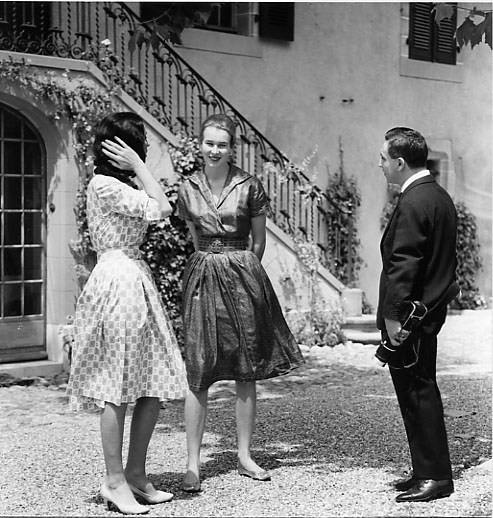
Tullio Farabola e Maria Gabriella di Savoia

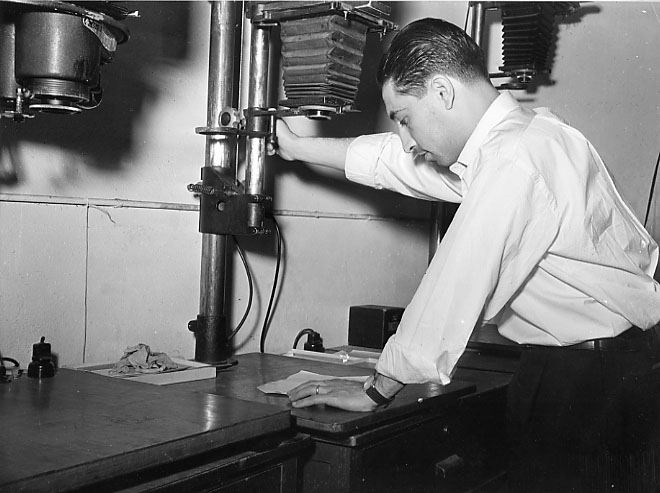
Tullio Farabola in camera oscura in C.so Ticinese a Milano (1953)

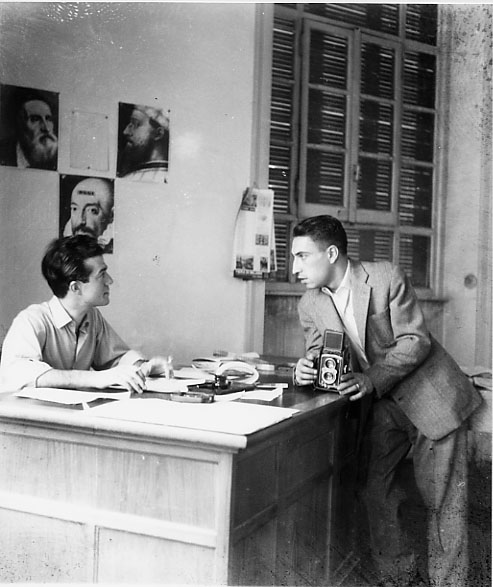
Tullio Farabola con la Rolleiflex (1953)

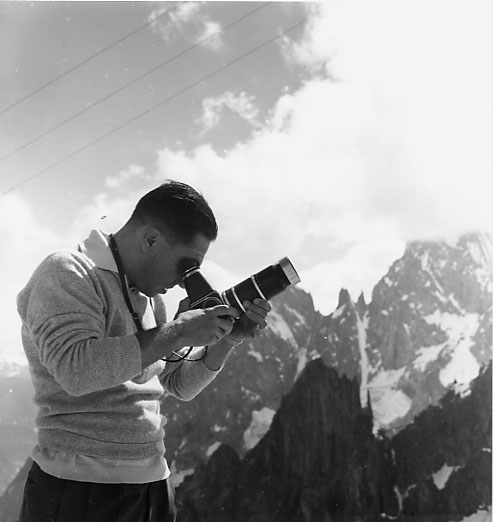
Tullio Farabola con la Hasselblad alla funivia del Monte Bianco

Tullio Farabola (Milano, 8 ottobre 1920 – Milano, 11 dicembre 1983) è stato un fotografo italiano.

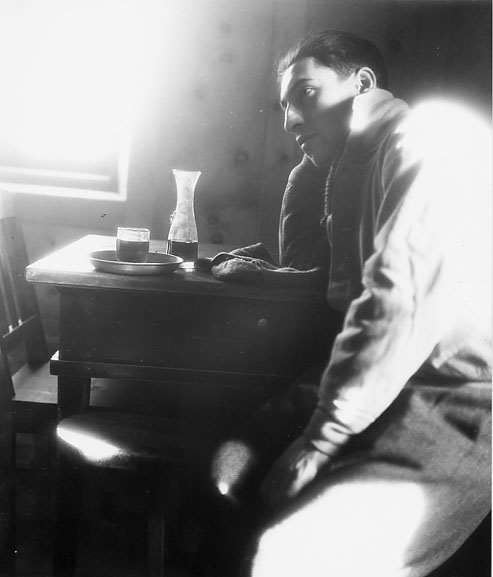
Autoritratto di Tullio Farabola

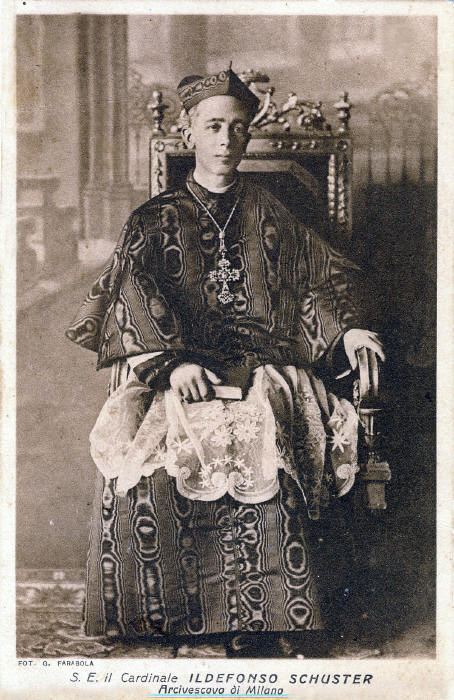
Foto ufficiale del Card. Idelfonso Schuster scattata da Giuseppe Farabola

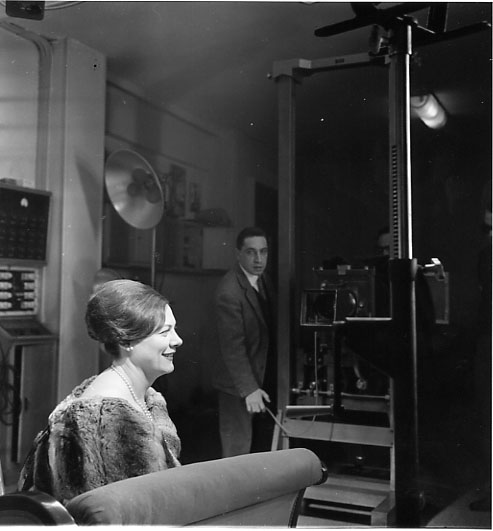
Tullio Farabola e Renata Tebaldi

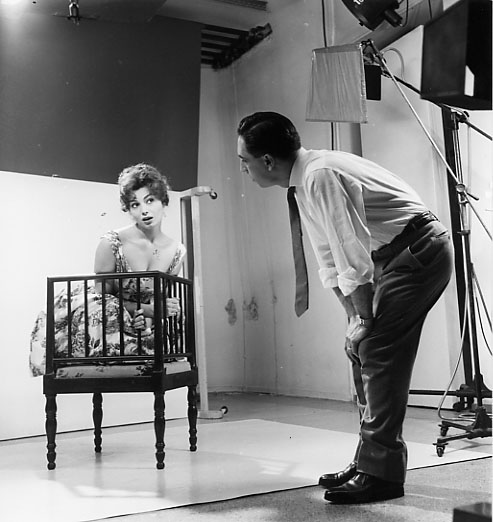
Tullio Farabola in sala di posa

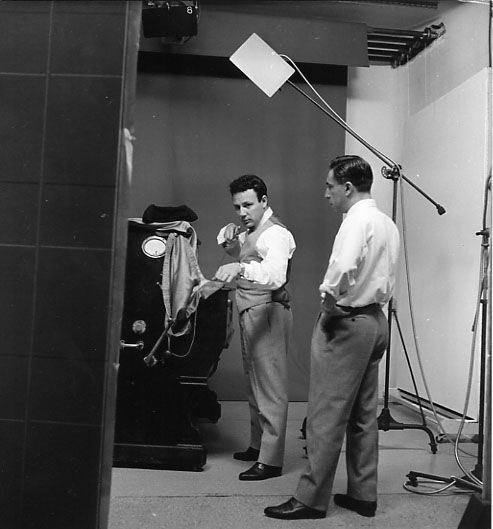
Tullio Farabola e Claudio Villa

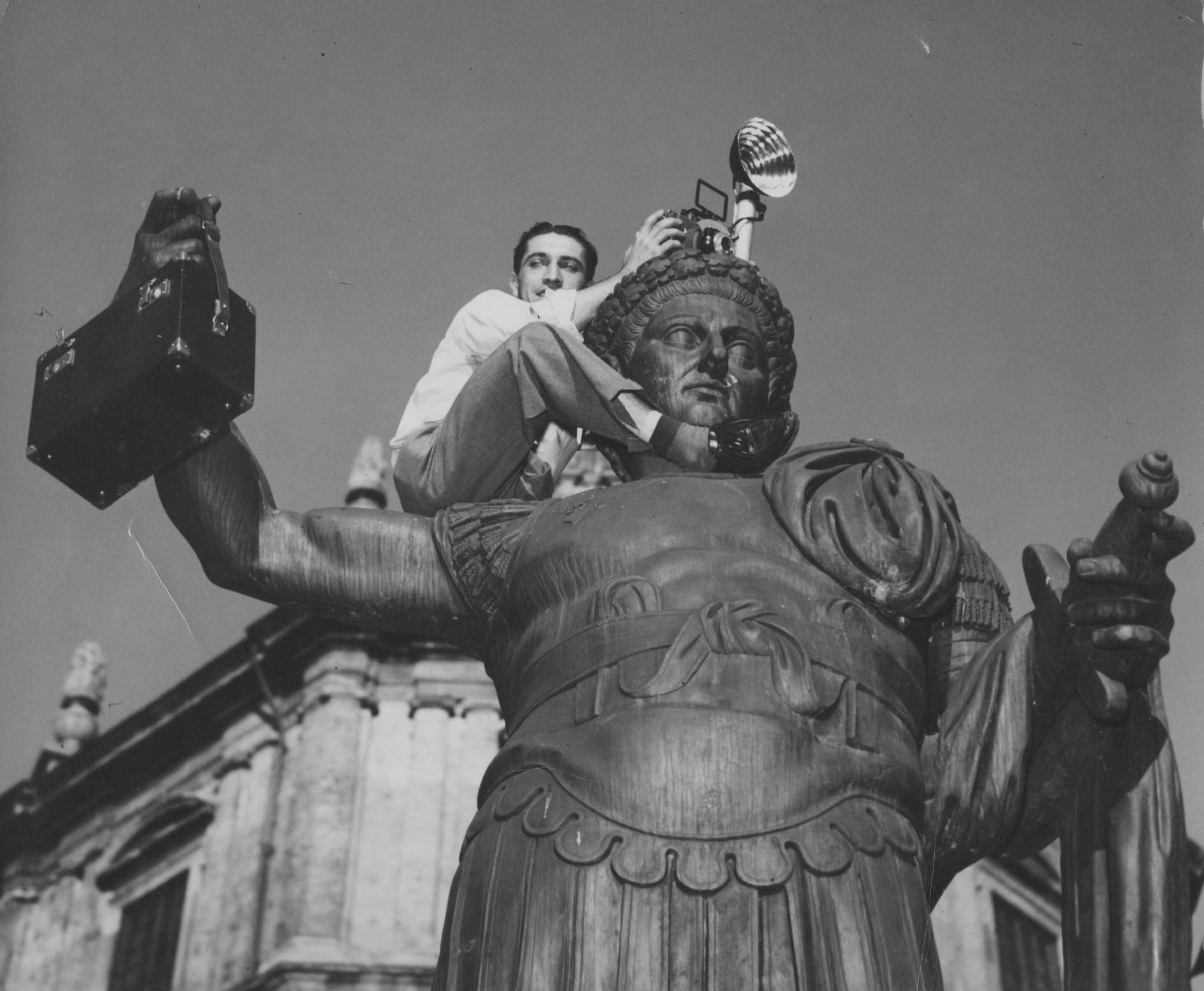
Tullio Farabola in azione

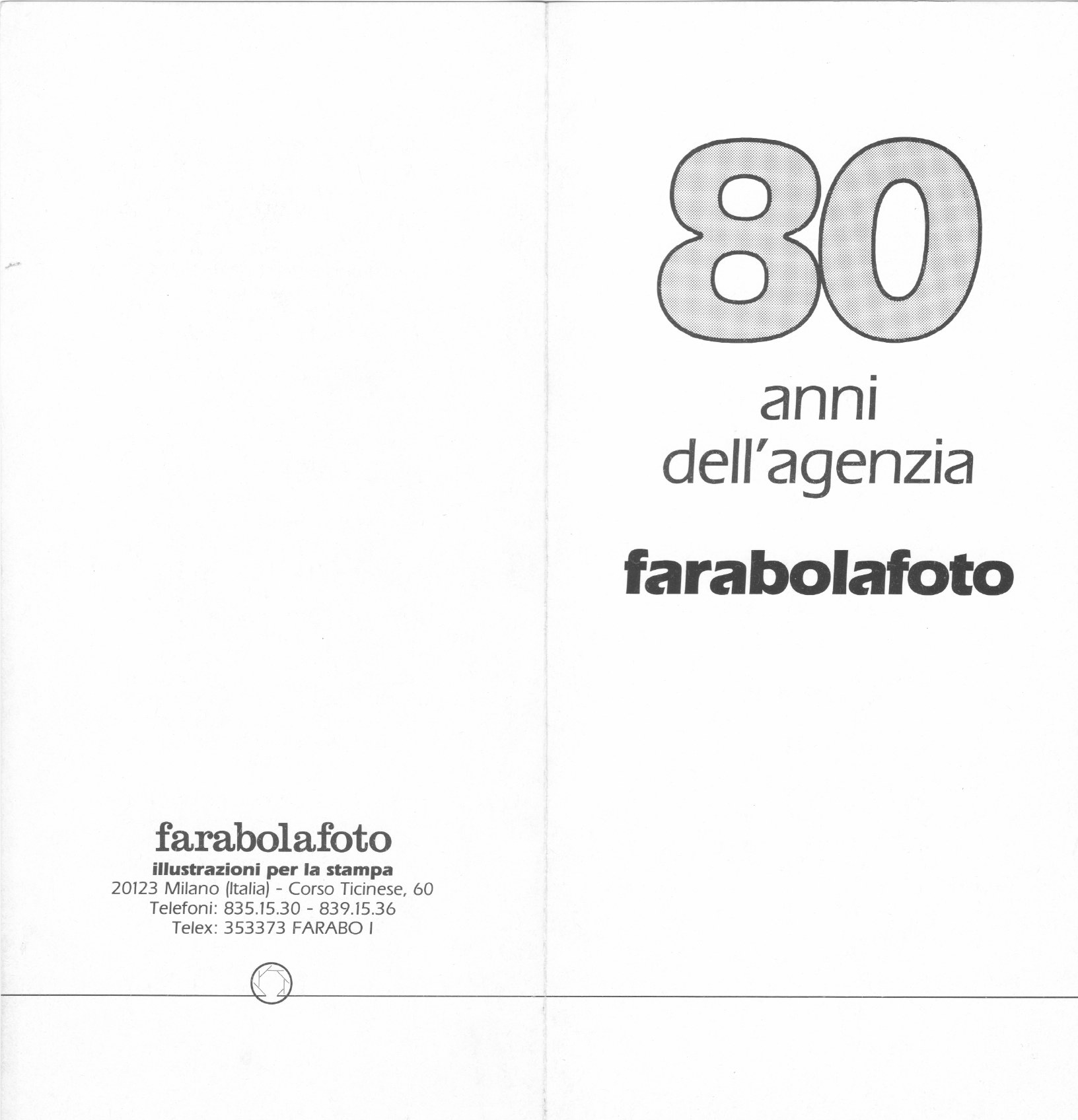
Brochure per l'80º anniversario della fondazione dell'agenzia fotografica

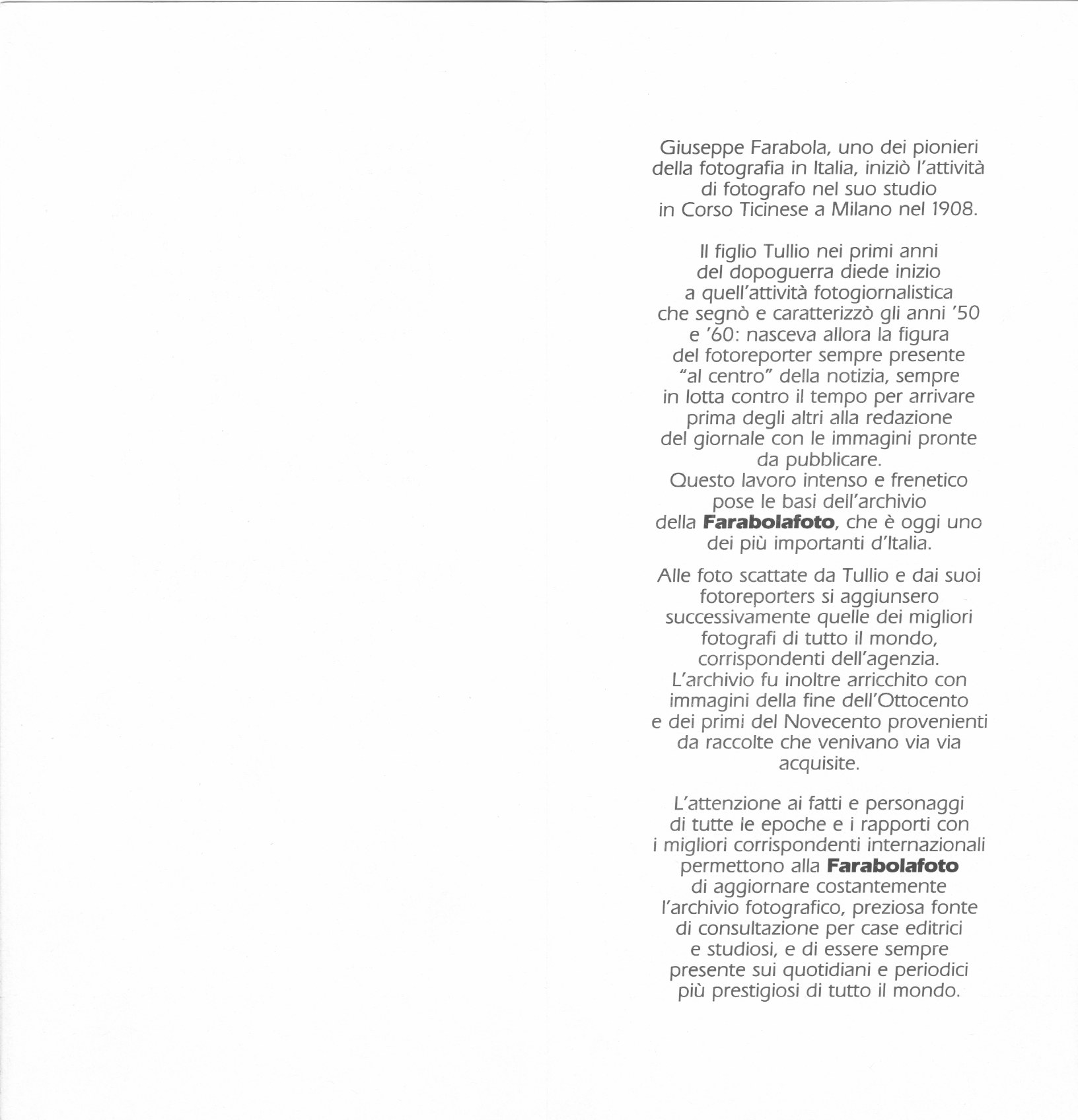
Brochure per l'80º anniversario della fondazione dell'agenzia fotografica

Tullio Farabola è stato uno dei più noti fotogiornalisti italiani del secondo dopoguerra. Si è dedicato al fotogiornalismo alla fine della seconda guerra mondiale e ha documentato gli ultimi atti della guerra, l'ingresso a Milano delle forze Alleate e dei Partigiani il 25 aprile 1945, i primi passi del nuovo Stato italiano, la ricostruzione e il miracolo economico italiano degli anni sessanta.

## Biografia

### Il padre Giuseppe Farabola
Tullio Farabola era figlio d'arte. Il padre Alessandro, detto Giuseppe, nato il 12 dicembre 1885 a Milano, frequentò l'Accademia di belle arti di Brera e la Scuola superiore d'Arte applicata all'Industria del Castello Sforzesco. Si diplomò "ritoccatore specializzato", pratica utile nel suo lavoro di fotografo, data la consuetudine, a quell'epoca, specialmente nel ritratto, di procedere a pesanti interventi di ritocco manuale, sia sulle lastre sia sui positivi. Nel 1896 iniziò l'attività di fotografo a Milano. Nel 1911 aprì con un socio (A. Bressani) uno studio in corso Ticinese 87. Pochi mesi dopo la società si sciolse ed egli rimase l'unico titolare dello studio. Per molti anni fu detentore del "Brevetto Arcivescovile", cioè fu il fotografo ufficiale della Curia arcivescovile di Milano. Si dedicò alla fotografia sportiva, (che allora consisteva nel fotografare i protagonisti degli sport in studio), oltre che alle cerimonie, alle foto di gruppo e alle foto-tessera. Si sposò il 22 aprile 1909 con Ambrogina Zanardi; dal matrimonio nacquero i figli Ada nel 1910 e Tullio. Smise l'attività di fotografo nel 1954 e morì a Rapallo il 13 aprile 1967.

### I primi anni. L'attività di fotoreporter
Tullio Farabola si diploma in ragioneria nel 1939 all'Istituto Carlo Cattaneo di Milano. Inizia a lavorare con il padre nel 1939.
Nel 1940 frequenta la Scuola Allievi Ufficiali dell'Esercito Italiano a Salerno, successivamente è arruolato presso la “Guardia alla frontiera", (G.A.F.) e presta servizio a Domodossola e a Tirano. Nel 1942 viene trasferito a Roma all'Istituto Luce (L'Unione Cinematografica Educativa), dove segue un corso di tecnica cinematografica di guerra. Qui conosce Adolfo Porry Pastorel, creatore dell'agenzia VEDO, che diventerà per lui un modello sul piano personale ed esistenziale.
Nel 1943 torna a Milano e durante un bombardamento alleato del mese di agosto lo studio fotografico Farabola e, con esso, i negativi e gran parte delle attrezzature, vengono distrutti. Tullio Farabola documenta i fatti storici del periodo 1943 - 45 effettuando servizi fotografici sia per la Wehrmacht che per le forze Partigiane, riguardanti azioni di combattimento e documentazione degli effetti dei bombardamenti a Milano. Fotografa i festeggiamenti dopo la caduta del fascismo il 25 luglio 1943, l'occupazione tedesca, il discorso di Mussolini da un balcone della sede della Muti in via Rovello nel 1944, i bombardamenti alleati di Milano e le loro vittime (è famosa la drammatica foto dei bambini morti nella scuola di Gorla durante un bombardamento alleato nel 1944), la liberazione con i tedeschi che abbandonano la città, il corteo dei vertici del Corpo volontari della libertà e dei partigiani che sfilano per le vie del centro il 25 aprile 1945 e alcuni degli avvenimenti immediatamente successivi (esposizione dei cadaveri in piazzale Loreto, fucilazione di Buffarini Guidi). Secondo Adolfo Mignemi "Significativa è la comparsa in questa fase (la fase finale della Liberazione) di una singolare categoria di fotografi professionisti: i fotoreporter. La liberazione di Milano, ad esempio, vede scendere in campo Vincenzo Carrese, ma soprattutto Fedele Toscani e Peppino Giovi per la Publifoto, Tullio Farabola e Frattini. Sono, in un certo senso, i migliori fotografi di attualità in campo nazionale".
Dopo la fine della guerra torna a lavorare con il padre imboccando una strada del tutto originale e nuova, per l'epoca, dedicandosi al reportage fotogiornalistico anziché alla classica foto in studio, creando l'Agenzia Fotografica per la stampa "Farabola" con sede in C.so Ticinese 60.
Il 31 agosto 1946 sposa Paolina Siboni.
Nei primi anni del dopoguerra racconta le difficoltà della città stremata dai bombardamenti e dalla fame, la povertà, la borsa nera, le Cucine Economiche, i dormitori, i ragazzi reclusi nel carcere minorile Beccaria, la rivolta nel Carcere di San Vittore capeggiata da Ezio Barbieri, le retate di prostitute, le bische clandestine, l'attentato a Togliatti poi, finalmente, la ricostruzione della città, dal  Scala alla  Galleria, il ritorno alla vita dei cittadini, il ritorno di Toscanini, i primi balli all'aperto, la gente che fa il bagno nei navigli, i primi segni del boom economico, lo spettacolo, lo sport, la moda.
In breve l'agenzia fotografica diventa una delle più note del Paese e collabora con i principali quotidiani e settimanali italiani.
Il fotogiornalismo in quegli anni crebbe enormemente soprattutto per la riacquistata libertà di informazione dopo 20 anni di dittatura. Alcuni fatti di cronaca, che oggi apparirebbero insignificanti, diventavano oggetto di servizi su quotidiani e settimanali, nonché di discussioni nei bar e nelle famiglie, e tenevano banco per mesi. In occasione di uno di questi fatti avvenuto a Milano nel 1946, l'omicidio della moglie e dei figli dell'amante da parte di Rina Fort, la foto dell'assassina che dormiva su un divano in questura venne pubblicata sui principali quotidiani e settimanali facendo scalpore e dando notorietà a Tullio Farabola. Ciò è stato possibile, oltre che per le sue capacità e spirito di iniziativa, anche per l'introduzione sul mercato italiano di più moderne apparecchiature fotografiche, come le macchine formato 4” x 5” portatili tipo Speed Graphic, le Rolleiflex e Hasselblad formato 6x6 cm e, successivamente, delle Leica formato 24x36 mm, accoppiate al flash elettronico, che costituivano una dotazione in grado di operare all'aperto e al chiuso, di giorno e di notte, senza troppe preoccupazioni per le condizioni di luce.
La ricostruzione della città, le novità nel mondo dello spettacolo, le prime foto di moda e di pubblicità costituirono ulteriore sviluppo dell'attività fotografica dell'agenzia “Foto Farabola”.
I modelli a cui si è ispirato Tullio Farabola per quanto riguarda le foto di attualità e la cronaca nera sono stati Adolfo Porry Pastorel, come ha scritto nella prefazione al libro “Farabola, un archivio italiano”, e i fotoreporter americani.
"Le fotografie del periodo 1943 - 1960 sono le più drammatiche ed efficaci di Tullio Farabola e quelle che meglio rappresentano il suo stile".

### Lo sviluppo dell'agenzia fotografica
La notevole richiesta di immagini da parte dell'editoria dopo la fine della Guerra venne soddisfatta dalla creazione di una fitta rete di agenzie fotografiche nelle principali città italiane. A Milano operavano le tre principali agenzie italiane: Publifoto (di Vincenzo Carrese), Farabola, Rotofoto (di Fedele Toscani) e Giancolombo di Gian Battista Colombo.
Presto Tullio Farabola privilegiò lo sviluppo dell'agenzia fotografica rispetto all'attività personale di fotoreporter, svolgendo un'intensa attività fotografica in sala di posa, realizzando ritratti in bianco e nero di personaggi del mondo della cultura e dello spettacolo e foto destinate alle copertine dei più diffusi settimanali popolari dell'epoca (Oggi, Gente, Radiocorriere TV), e dei dischi in vinile. 
Per i ritratti in bianco e nero Farabola si ispirò a Yousuf Karsh, il fotografo canadese, mentre l'idea delle copertine a colori dei grandi settimanali popolari e dei dischi in vinile venne dalle foto realizzate dal fotografo Slim Aarons e da altri grandi fotografi pubblicitari americani, che realizzavano diapositive di grande formato (18 x 24), cosa inusuale in Italia. Da queste foto nacquero l'idea di Emilio Radius, (direttore di Oggi dal 1956 al 1962), di far realizzare ritratti in bianco e nero di personaggi del mondo dell'arte e dello spettacolo (Salvatore Quasimodo, Eugenio Montale, Riccardo Bacchelli, Indro Montanelli, Giorgio De Chirico, Juliette Gréco) e l'idea di Vittorio Buttafava, direttore di Novella 2000 nel 1957, di realizzare le copertine dei settimanali e la serie delle canzonette sceneggiate per illustrare le copertine dei dischi in vinile. Sono state realizzate numerose copertine per i dischi di Renato Carosone, del Quartetto Cetra, di Mina, di Johnny Dorelli, di Fred Buscaglione, di Adriano Celentano.
Si può dire che negli anni '50 e '60 per un personaggio del mondo dello spettacolo, dell'arte o dello sport passare da Farabola per un servizio fotografico era una conferma di successo.
L'agenzia fotogiornalistica si avvalse di numerosi collaboratori: Franco Gremignani, Lucio Berzioli, Sergio Del Grande, Sergio Bersani, Adalberto Guarnerio, Eros Biavati, Settimio Garritano, Angelo Cozzi, Pietro Pascuttini.

### La formazione dell'archivio fotografico storico
Contemporaneamente prendeva forma l'Archivio Fotografico Storico "uno degli archivi fra i più ricchi e meglio organizzati in Italia".
L'Archivio storico ha preso spunto, inizialmente, dell'esigenza di ordinare le foto che rimanevano in agenzia perché invendute. In occasione del ventesimo anniversario dell'inizio della seconda guerra mondiale, nel 1960, è iniziato l'interesse della stampa per le immagini del fascismo e della guerra. L'archivio è stato così integrato da acquisizioni di materiale proveniente da altri archivi.
Prima acquisizione importante è stata l'archivio dell'Agenzia VEDO di Adolfo Porry Pastorel., avvenuta nel 1950. In seguito sono stati acquisiti gli archivi di Mario Agosto, fotografo della Società Italia di Navigazione, dei ritrattisti Artuto Ermini e Attilio Badodi, dei Felice, fotografi accreditati presso la Santa Sede dal 1920 al 1970. Nel 1960 sono state acquisite foto della seconda guerra mondiale da agenzie straniere con cui sono stati realizzati servizi fotografici pubblicati dai principali settimanali italiani. L'iniziativa ottenne molto successo e spinse ad arricchire l'archivio storico. Sono state quindi acquistate immagini delle due guerre mondiali dall'archivio dell'Imperial War Museum di Londra comprendenti le riprese aeree della  RAF con le città bombardate (è stato il primo materiale fotografico della seconda guerra mondiale a essere importato in Italia). A Berlino est è stato realizzato invece uno scambio fra foto italiane del fascismo e foto tedesche del nazismo. Così sono state acquisite le foto di Hitler scattate da Heinrich Hoffmann, di Manfred von Richthofen (il "Barone Rosso"), di Göring, la storia dell'inflazione della Repubblica di Weimar e altre di grande interesse storico. La creazione, lo sviluppo e la gestione dell'archivio storico è stata in gran parte curata da Alberto Crivelli, collaboratore dell'agenzia dal 1948 e direttore della stessa dalla morte di Tullio Farabola sino al 1990.
Tullio Farabola muore a Milano l'11 dicembre 1983.
L'attività di Tullio Farabola è stata documentata da numerose pubblicazioni che vertono soprattutto sulle foto di cronaca, e sull'archivio storico, ma manca una pubblicazione che tratti l'attività svolta in studio.
Alcune immagini del suo archivio sono tuttora visibili sul sito A.F. Archivi Farabola, la cui attività è rivolta al recupero, alla conservazione ed alla digitalizzazione delle sue immagini.

### Testi pubblicati durante la sua vita
- Il cielo di vetro. Vecchia e nuova Milano, Milano, 1956.
- L'occhio di Milano (catal.), Milano, 1977,  pp. 12–19.
- Italo Zannier, 70 anni di fotografia in Italia, Modena, 1978, punto e virgola,  pp. 82–85.
- Il logo dell'Agenzia Farabola negli anni '60 R. Prinzhofer, Le città galleggianti. Navi e crociere negli anni '30, Milano, Longanesi & C, 1978,  p. 8.

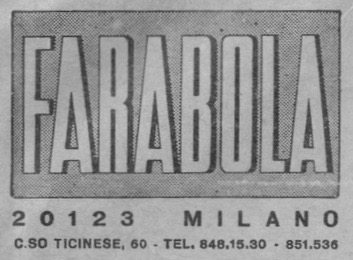
Il logo dell'Agenzia Farabola negli anni '60

- R. Prinzhofer, Le città galleggianti navi e crociere negli anni '30, Milano, Longanesi & C, 1978.
- G.P. Ormezzano, Storia del Calcio, Milano, 1978,  p. 12.
- C. Brogi, Come eravamo. 30 anni di vita milanese, Milano, 1980,  p. 10.
- Tullio Farabola, Farabola, un archivio italiano, Milano, Mazzotta, 1980.
- Gaetano Afeltra (a cura di), Farabola fotografo d'assalto. Cronaca di Milano negli anni Quaranta, Milano, Rusconi Libri S.p.A., 1982.

### Testi pubblicati dopo la sua morte
- Italo Zannier, Storia della fotografia italiana, Bari, Editori Laterza, 1986.
- SICOF 1989. Sezione culturale (catal.) 1989, Milano,  p. 27.
- M. Andriani, P. Fusar, "Farabola ieri, Farabola oggi", in Milano ‘90, Milano, 1992,  pp. 4–12.
- Scimé Giuliana (catalogo a cura di),, Fotografia della libertà e delle dittature. Da Sander a Cartier-Bresson 1922-1946, Milano, Mazzotta, 1995.
- Dizionario Biografico degli Italiani 1996, Vol. 46,, in Ed. Istituto della Enciclopedia Italiana fondata da Giovanni Treccani, Roma,  pp. 761-762.
- Il logo dell'Agenzia Farabola nel 1975

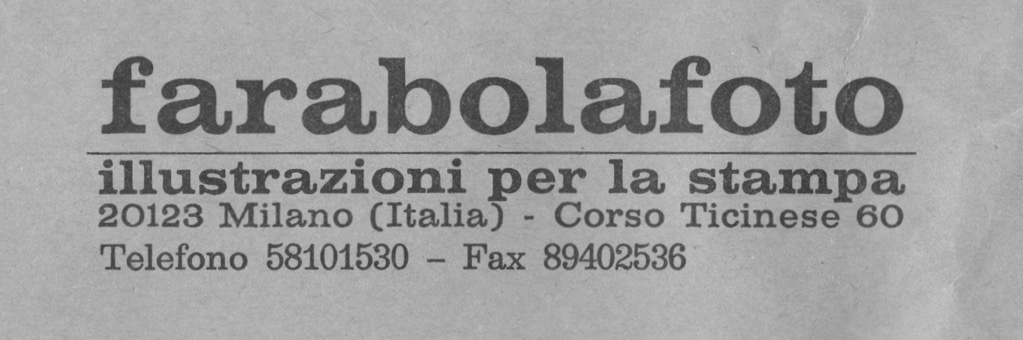
Il logo dell'Agenzia Farabola nel 1975

- Adolfo Mignemi, Storia fotografica della Resistenza, Torino, Bollati Boringhieri, 2003,  p. 40.
- Storia d'Italia. Annali 20. L'immagine fotografica 1945-2000 2004, Giulio Einaudi Editore, a cura di Uliano Lucas, Venezia.
- Viganò Enrica (a cura di), Neorealismo, la nuova immagine in Italia, Milano, Admira Edizioni, 2006,  p. 77, 95, 98, 103, 218, 257.
- Eric Gobetti (a cura di), 1943 - 1945, la lunga liberazione, Milano, Franco Angeli Editore, 2007,  p. 122.
- Ursula Salwa, Attilio Wanderlingh (a cura di),, Storia fotografica di Milano, Napoli, Edizioni Intra Moenia, 2010,  p. 128, 129, 134, 135, 136, 139, 141, 142, 143, 153, 155, 161, 165, 171, 178.
- Antonella Russo, Storia culturale della fotografia italiana, 2011, Torino, pp.57, 59, 70, fig. 25.
- Gabriele d'Autilia, Storia della fotografia in Italia, Torino, Einaudi, 2012,  pp. 223, 224, 249, 276, 324, 337..
- Uliano Lucas (a cura di), Jamaica. Arte e vita nel cuore di Brera., Milano, Rizzoli, 2012,  pp. 4, 8, 10, 15, 16, 18.
- Vania Colasanti, Scatto Matto, Venezia, Gli Specchi Marsilio, 2013,  pp. 93–94.
- Sabrina Zaghini,, Il patrimonio fotografico di Adolfo Porry-Pastorel. Storia e trattamento, Roma, Il Mondo degli Archivi - STUDI, 2014.
- Stefano Mannucci, Luce sulla guerra. La fotografia di guerra tra propaganda e realtà. Italia 1940 - 45, Streetlib Write, 2014.
- Neorealismo. Die Neue Fotografie in Italien 1932 - 1960. Exibition 30 Jan - 19 Apr 2015, Duesseldorf, NRW-FORUM, 2015.
- Uliano Lucas, Tatiana Agliani, La realtà e lo sguardo, Torino, Einaudi, 2015,  pp. 86, 88, 92, 134, 155, 161, 164, 165, 169, 171, 210, 219-222, 226.
- Paolo Grassi, Senza un pazzo come me, immodestamente un poeta dell'organizzazione (a cura di Fabio Francione), Milano, Skira, 2019,  pp. 120, 121.

### Cataloghi di mostre fotografiche contenenti contributi di Tullio Farabola o dell'agenzia Farabola
- Neorealismo, la nuova immagine in Italia 2006, Admira Edizioni, a cura di Enrica Viganò, Milano,  pp. 77, 95, 98, 103, 218, 257.
- Gaber. E sogno e rido e vivo 2013, Wall of sound gallery, a cura di Cristina Pelissero, Alba,  pp. 5, 6, 8, 9.
- Stefano Galli (a cura di), Milano città d'acqua. Palazzo Morando 12/11/2015 - 14/2/2016, Milano, Spirale d'idee, 2015,  pp. 46, 62, 66, 67, 127, 132, 136, 138, 178, 206, 207, 219, 249, 250, 252, 253, 254, 255, 267.
- Andrea Busto, Realismo, Neorealismo e realtà. Fotografia in Italia 1932 - 1968. Collezione Guido Bertero, Torino, Museo Ettore Fico, 2016.
- Stefano Galli (a cura di), Milano storia di una rinascita. Palazzo Morando 10/11/2016 - 12/2/2017, Milano, Spirale d'idee, 2016,  pp. 50, 69, 93, 111, 112, 146 - 151, 157, 159, 161, 163, 185, 187, 189, 200 - 204, 212 - 223, 225, 251, 274–277, 280–283, 288, 289,291, 293, 295.
- Stefano Galli (a cura di), Milano e la mala. Palazzo Morando 9/11/2017 - 11/2/2018, Milano, Spirale d'idee, 2017,  pp. 19, 49, 55, 58, 66, 67, 87, 88, 90, 92, 93, 109, 113-117, 118–120, 121, 127, 130, 137, 156, 181, 205, 220, 223, 233, 237, 260, 261.
- Neorealismo. The New Image in Italy 1932 - 1960. september 6 - december 8, 2018, New York, Grey Art Gallery - NYU, 2018.
- Stefano Galli (a cura di), Milano e il cinema. Palazzo Morando 8/11/2017 - 10/2/2018, Milano, Spirale d'idee, 2018,  pp. 155, 62, 64, 66, 69, 90, 104, 106, 114, 119, 130, 145, 146, 159, 166, 167, 175, 181, 276, 303, 314.
- “Fine campionato”. Esposizione fotografica Archivi Farabola. Giugno 2019, Galleria Il Sole, via Nomentana 125 Roma.
- Stefano Galli (a cura di), Milano anni '60. Palazzo Morando 6/11/2019 - 9/2/2020, Milano, Milano in Mostra, 2019,  pp. 32, 36, 44, 62, 134, 171, 192, 205, 207, 213, 224, 244, 249.
- Enrico Menduni (a cura di), Adolfo Porry Pastorel. L'altro sguardo. Nascita del fotogiornalismo in Italia. Museo di Roma - Palazzo Braschi 1/7 - 24/10/2021, Milano, Electaphoto, 2021,  pp. 25, 30, 74, 78, 80–97, 99–104.
- Enrico Menduni (a cura di), Anni interessanti. Momenti di vita italiana. 1960 - 1975. Museo di Roma in Trastevere 13/5 - 16/10/2022, Milano, Electaphoto, 2022,  pp. 23, 24,26-28, 30-34, 38, 40, 43, 46-48, 51, 53, 56-60, 64-66, 68-70, 73, 76, 81, 91, 93, 114, 124, 130, 132, 140.